# Marian Skinner
Marian Skinner (8 de janeiro de 1880 — 7 de junho de 1963 (83 anos)) foi uma atriz norte-americano da era do cinema mudo. Ela apareceu em 51 filmes entre 1915 e 1924. Marian nasceu em Nova Iorque, Nova Iorque e faleceu em São Francisco, Califórnia.

## Filmografia selecionada
- Sherlock Holmes (1916)
- Which Woman? (1918)
- A Rogue's Romance (1919)
- Billions (1920)
- White and Unmarried (1921)
- Brewster's Millions (1921)
- Morals (1921)
- The Stranger (1924)